# Församlingsexpedition
Församlingsexpeditionen är den administrativa mittpunkten i en församling inom Svenska kyrkan. På församlingsexpeditionen arbetar kanslipersonal som framförallt handlägger kyrkobokföringsärenden på kyrkoherdens uppdrag. Församlingsexpeditionen ansvarar ofta även för den administrativa samordningen inom församlingen, såsom lokalbokning och telefonväxel.
I församlingar som är egna ekonomiska enheter är ofta även den personal som fullgör kyrkoförvaltningens uppgifter placerad på församlingsexpeditionen.
Förr benämndes expeditionen pastorsexpedition, och var då den formella ämbetslokalen för pastor, det vill säga kyrkoherden i en församling inom Svenska kyrkan. Sedan Skatteverket övertog ansvaret för folkbokföringen 1 juli 1991, finns inte längre pastorsämbetet (som formellt upphörde helt när Svenska kyrkan upphörde att vara statskyrka 1 januari 2000).